# Pardon My French (film, 1951)
Pour les articles homonymes, voir Pardon My French.
Pardon My French est un film américain réalisé par Bernard Vorhaus et sorti en 1951.
C'est la version anglaise du film Dans la vie tout s'arrange, tourné en français par Marcel Cravenne en 1949.

## Synopsis
Une jeune femme, professeur de Boston, hérite de son grand-père un château en France, mais quand elle arrive pour prendre possession des lieux, elle constate qu'un groupe de Français l'occupe illégalement.

## Fiche technique
- Réalisation : Bernard Vorhaus
- Scénario : Roland Kibbee
- Lieu de tournage : France
- Image : Gerald Gibbs
- Musique : Guy Bernard, Joseph Kosma
- Montage : Derek Armstrong, Gordon Hales, Henri Taverna
- Pays de production :  États-Unis
- Durée : 82 minutes
- Date de sortie : 
  - États-Unis : 10 août 1951

## Distribution
- Paul Henreid : Paul Rencourt
- Merle Oberon : Elizabeth Rockwell
- Paul Bonifas : Monsieur Bleubois
- Maximilienne : Madame Bleubois
- Jim Gérald : Monsieur Poisson
- Alexandre Rignault : Rondeau
- Martial Rèbe : Mobet
- Dora Doll : Yvette
- Laura Daryl : Mme. Mobet
- Lucien Callamand : Inspector
- Víctor Merenda : François
- Gilberte Defoucault : Marie-Claire
- Marina Vlady : Jacqueline